# نادي أولهانينسي
نادي أولهانينسي (بالإنجليزية: S.C. Olhanense) هو فريق كرة قدم من مدينة أولهاو في البرتغال، أُسس بتاريخ 1912، يلعب في Campeonato de Portugal (league) ‏، في Estádio José Arcanjo ‏، يدرب النادي مانويل كاجودا.

## وصلات خارجية
- صفحة بيانات نادي أولهانينسي على موقع كووورة، تاريخ الوصول: 22 سبتمبر 2018.
- الموقع الرسمي